# Homalonychus selenopoides
Homalonychus selenopoides är en spindelart som beskrevs av Marx 1891. Homalonychus selenopoides ingår i släktet Homalonychus och familjen Homalonychidae. Inga underarter finns listade i Catalogue of Life.